# Шкурин, Василий Григорьевич
Василий Григорьевич Шкурин  (?—1782) — камердинер императрицы Екатерины II, известный, в частности, тем, что когда она рожала своего незаконного ребёнка Алексея Бобринского, поджёг свой дом, чтобы отвлечь внимание Петра III, так как тот любил бегать на пожары. Позже бригадир, камергер и тайный советник.

## Биография
К концу 1740-х годов находился в должности помощника камердинера великой княгини Екатерины Алексеевны. (Встречаются версии, что до этого он был истопником). В 1751 году под влиянием интриг её прежний любимый камердинер Тимофей Евреинов получил отставку и был сослан в Казань, и императрица Елизавета Петровна назначила Шкурина. Екатерина первоначально не питала к нему доверия, и она была права, что подтвердил случай, когда в том же году он, несмотря на её запрет, передал наблюдавшим за Молодым двором, о её намерении подарить Елизавете дорогие материи. О сюрпризе донесли императрице, подарок передали ей без ведома Екатерины, и подношение не произвело должного эффекта, что очень расстроило Екатерину.
Узнав об этом, Екатерина страшно вспылила, вышла в прихожую, осыпала Шкурина упреками в неблагодарности и угрозами выгнать его. Шкурин упал в ноги и, обливаясь слезами, просил прощения. «Его раскаяние, — пишет Екатерина, — показалось мне искренним. Мне стало его жаль, и я ответила ему, что посмотрю, как он будет вести себя, и что от его поведения будет зависеть мое обращение с ним. Он был толковый малый и не без ума. Он никогда больше не обманывал меня, напротив я имела случай убедиться в его усердии и искренней верности в самые трудные для меня времена».
В дальнейшем Шкурин доказывал свою преданность, превратившись из «шпиона» в верного слугу. Например, в 1759 году, когда был внезапно арестован канцлер А. П. Бестужев, Шкурин помог ей тайно переписываться с арестованными по этому делу лицами и быть в курсе следствия.
11 апреля 1762 года на попечение Шкурина был отдан новорождённый Алексей Бобринский, который и оставался в семействе Шкурина до 1775 года. Позже его вместе с двумя сыновьями Шкурина отправили в один из пансионов Лейпцига.

Указ Нашей Вотчинной Коллегии
Село Бобриково с приписными так, как оно куплено Нами от Лейбгвардии конного полка офицера Ладыженского и в ведомстве князя Сергею Гагарину по Нашему указу в смотрении порученное, со всеми из сих деревень от 1763 и 1764 годов собранными доходами, а если доходы отданы в рост, то и с процентами до дня распечатанья сего указа, отдать (ныне, в 1765 году ещё малолетнему) князю Алексею Григорьевичу сыну Сицкому, который от Нас поручен для воспитания Нашему камергеру Василию Григорьевичу сыну Шкурину, который и укажет, где оный его воспитанник обретается, о чём известна и жена его Анна Григорьевна Шкурина; а для большей вероятности (и во избежание дальнейшего и всякого трудного исследования, особливо если исследование кому во вред обратилось, — что сим указом наикрепчайше запрещаем, понеже Наша воля есть милостивая, и желаем наградить оного князя Алексея Сицкого из любви и благодарности к отцу его, бывшему капитану, который за нас потерпел), при сём прилагаем половину переломленной печати, и кто принесёт другую половину, тому отдать всё то, что в сём указе означено; а кто помешает исполнению сего Нашего указа или кто дерзнет, у того князя Алексея Григорьевича сына Сицкого всё или часть отнимать, тот да будет проклят, он и потомки его, и на нём страшный суд Божий взыщет.

В течение 1762 года Шкурин был пожалован в обер-камердинеры, а 1 июля того же года (через 2 дня после переворота) произведён в бригадиры и сделан гардеробмейстером императрицы. Шкурину с женой было пожаловано 1000 душ «для незабвенной памяти нашего к нему благоволения». Также ему было пожаловано имение Дылицы.
В первые года своего царствования Екатерина посещала иногда его дом. 28 июня 1773 года, в годовщину восшествия на престол, Шкурин «за особливую, долговременную при нас службу и отличную к нам верность» был пожалован в действительные камергеры. 29 декабря того же 1773 года был возведен в потомственное дворянство «за верность, усердие и отличные услуги, оказанные особливо при вступлении Нашем на Всероссийский Императорский престол купно с прочими верными сынами российскими, которыми сию Империю от страшного ига и православную церковь от разорения и приближавшегося ей всеконечного падения освободили».
В 1774 году Шкурин был избран членом Императорского Вольно-Экономического общества. Умер Шкурин 9 (20) февраля 1782 года в чине тайного советника. Его две дочери были фрейлинами Екатерины II.
Бобринский долго хранил нежную память о Василии Шкурине и его простодушном попечении. Узнав о его смерти, Алексей признавался: «Это меня очень огорчило. Он был очень добр ко мне, и я обязан всей его семье» (11 февраля 1782). А на следующий день он записал: «Ночью я не мог заснуть: мне все представлялся покойный В. Г. Ш. Я целый час плакал…»

## Потомки
- Сергей Васильевич, в 1786 в чине капитан-поручик переведен в армию подполковником, в 1793—1796 член Санкт-Петербургского дворянского собрания.
  - Александр Сергеевич (1783—1851).
    - Анна Александровна Шкурина (1807—1818)[3].
    - Екатерина Александровна Шкурина (1822—1890). Муж Павел Рейнгольд Юлиус (Павел Антонович) фон Моллер (1808—1897).

  - Варвара Сергеевна (1785—1817) — супруга подполковника Григория Ивановича Зоммера (1776—1845).
    - Анна Григорьевна Зоммер (ок. 1803—1893) — с 1826 года супруга генерал-лейтенанта Фёдора Карловича фон Фрикена (1780—1849).

  - Мария Сергеевна (1786—1850) — супруга генерал-лейтенанта Александра Петровича Берхмана (1785—1849).
- Мария Васильевна Шкурина (постриглась в монахини)
- Наталья Васильевна.
- ?? Василий Васильевич (ум. 1825), отставной подполковник, приятель Л. А. Крылова.
- ?? Алексей Васильевич (ок. 1761, Санкт-Петербург). В 1785 в чине поручика пожалован ко двору камер-юнкером.